# Brian Dunning

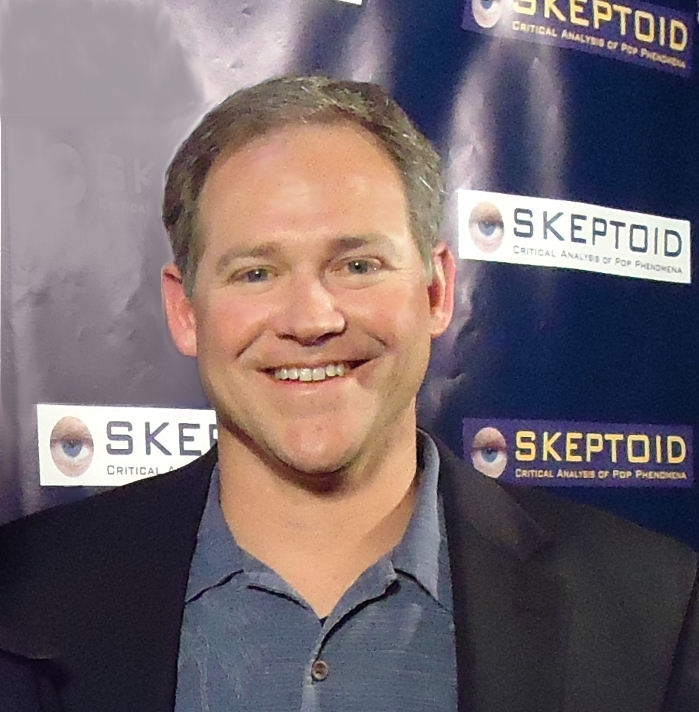
Brian Dunning em 2011

Brian Andrew Dunning (nascido em 1965) é um escritor e produtor americano que se concentra em ciência e ceticismo. Ele hospeda um podcast semanal, Skeptoid , desde 2006, e é autor de uma série de livros sobre o tema do ceticismo científico , alguns dos quais são baseados no podcast. Skeptoid recebeu vários prêmios de podcast, como o Parsec Award . Dunning também criou a inFact série de vídeos spin-off do Skeptoid.org, e The Feeding Tube ambos disponíveis no YouTube.
Dunning produziu dois filmes educativos sobre o pensamento crítico: Here Be Dragons em 2008 e Principles of Curiosity em 2017.
Em 1996, Dunning co-fundou a Buylink, um provedor de serviços business-to-business, servindo na empresa até 2002.  Cerca de  Abril de 2005, Dunning e o seu irmão fundaram  o Kessler's Flying Circus (KFC) , através do qual participaram no Programa de Afiliados da eBay. Em Agosto de 2014, foi condenado por fraude eletrónica por meio de cookie stuffing. Foi sentenciado  a 15 meses de prisão. O juiz também condenou o réu a um período de três anos de liberdade supervisionada após sua libertação da custódia. A empresa KFC  teria obtido entre US$ 200.000 e US$ 400.000 por meio da fraude eletrónica.  Nenhuma restituição foi imposta com base num acordo civil separado e não revelado entre Dunning e a eBay.